# Catedral basílica de Nuestra Señora y San Privado (Mende)
La catedral basílica de Nuestra Señora y San Privado o simplemente catedral de Mende (en francés: Basilique-Cathédrale Notre-Dame-et-Saint-Privat) es un templo católico que funciona como la sede episcopal de la diócesis de Mende en Francia. Situada en el centro de la Prefectura de Lozère, es clasificada monumento histórico desde 1906. Este es el único edificio totalmente gótico de todo el departamento.
La iglesia, cuya construcción se decidió en el 1360 por el Papa Urbano V, sucede a tres santuarios, el primero merovingio, el segunda prerrománico, y el último románico. Ricamente decorada, fue víctima de las guerras religiosas y perturbaciones por lo que tuvo que ser reconstruida en gran medida a principios del siglo XVII; siendo completada en el siglo XIX con la adición de un portal neogótico.
Elevada a basílica menor en 1874, la catedral destaca por la veneración de los fieles a una virgen negra del siglo XII. Sus muebles incluyen órganos y paneles de madera del siglo XVII, tapices de Aubusson de principios del siglo XVIII, el altar mayor del siglo XX; y la campana más grande de la cristiandad en el momento de su creación.

## Véase también

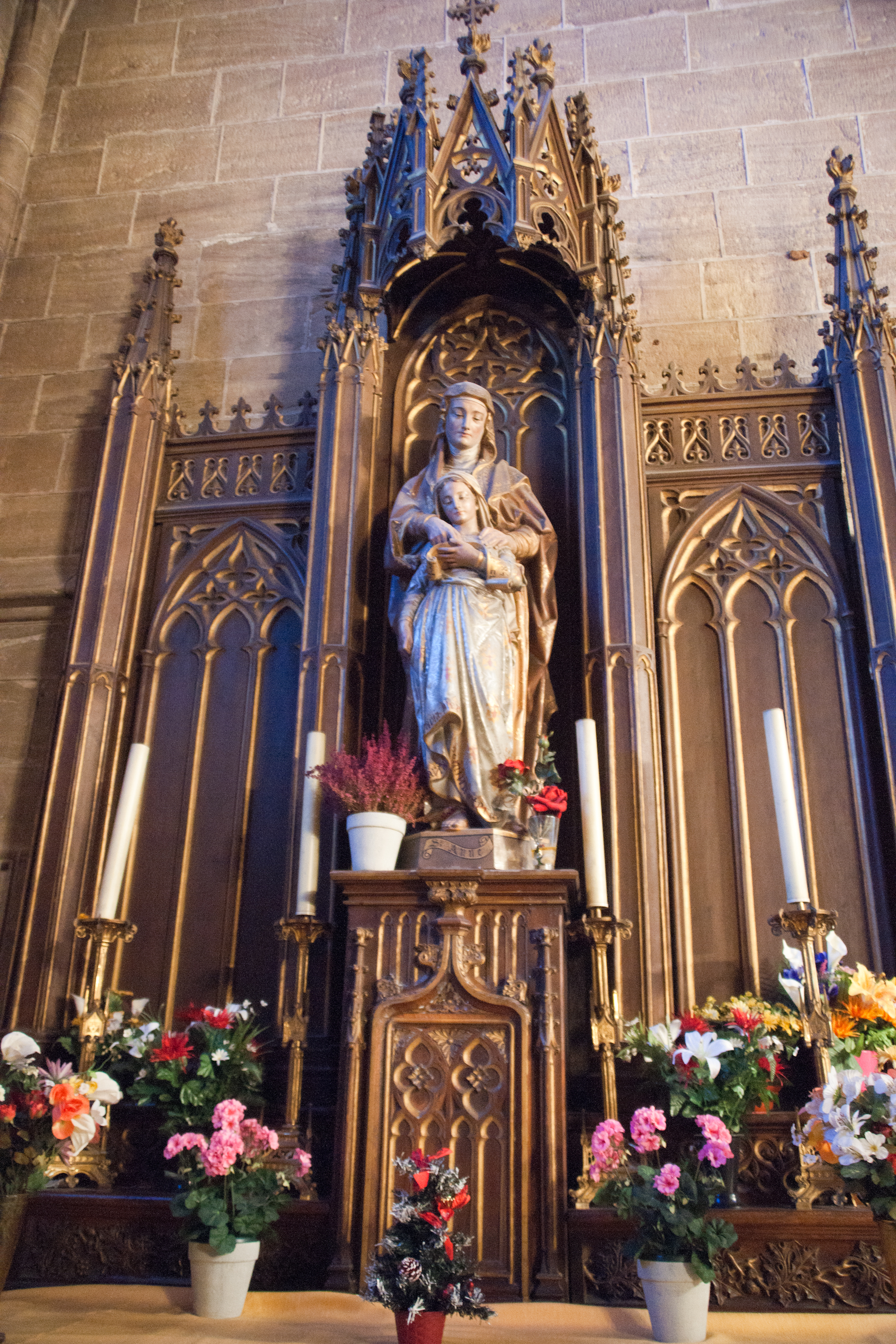
Vista interna